# Bueña
Bueña ist ein Ort und eine Gemeinde (municipio) mit nur noch 55 Einwohnern (Stand: 2024) im äußersten Norden der Provinz Teruel in der autonomen Region Aragonien im östlichen Zentrum von Spanien. Die Gemeinde gehört zur bevölkerungsarmen Serranía Celtibérica.

## Lage und Klima
Bueña liegt in den Bergen der Sierra de Cucalón in ca. 1215 m Höhe und ist ca. 45 km (Fahrtstrecke) in nordnordwestlicher Richtung von der Provinzhauptstadt Teruel entfernt. 
Das Klima ist trotz der Höhenlage gemäßigt bis warm; Regen (ca. 504 mm/Jahr) fällt übers Jahr verteilt.

## Bevölkerungsentwicklung
| Jahr      | 1970 | 1981 | 1991 | 2001 | 2011 | 2021 |
| Einwohner | 262  | 178  | 123  | 90   | 62   | 52   |

## Sehenswürdigkeiten

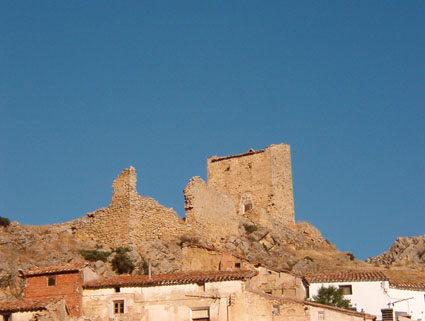
Burgruine
- Kirche Mariä Himmelfahrt
- Vinzenzkapelle

- Burgruine